# Songwe (flod)
Songwe är en gränsflod mellan Malawi och Tanzania. Flodens källområde ligger nära Mbeya inte långt från Rukwasjön i Tanzania och rinner först mot sydsydost tills den möter floden Katendo från väster. Därefter vänder floden mot ostsydost och bildar gräns mellan Tanzania och Malawi och rinner ut i Malawisjön.
Bron över Songwe är 50 meter och byggdes 1988.

## Songwes flodområde

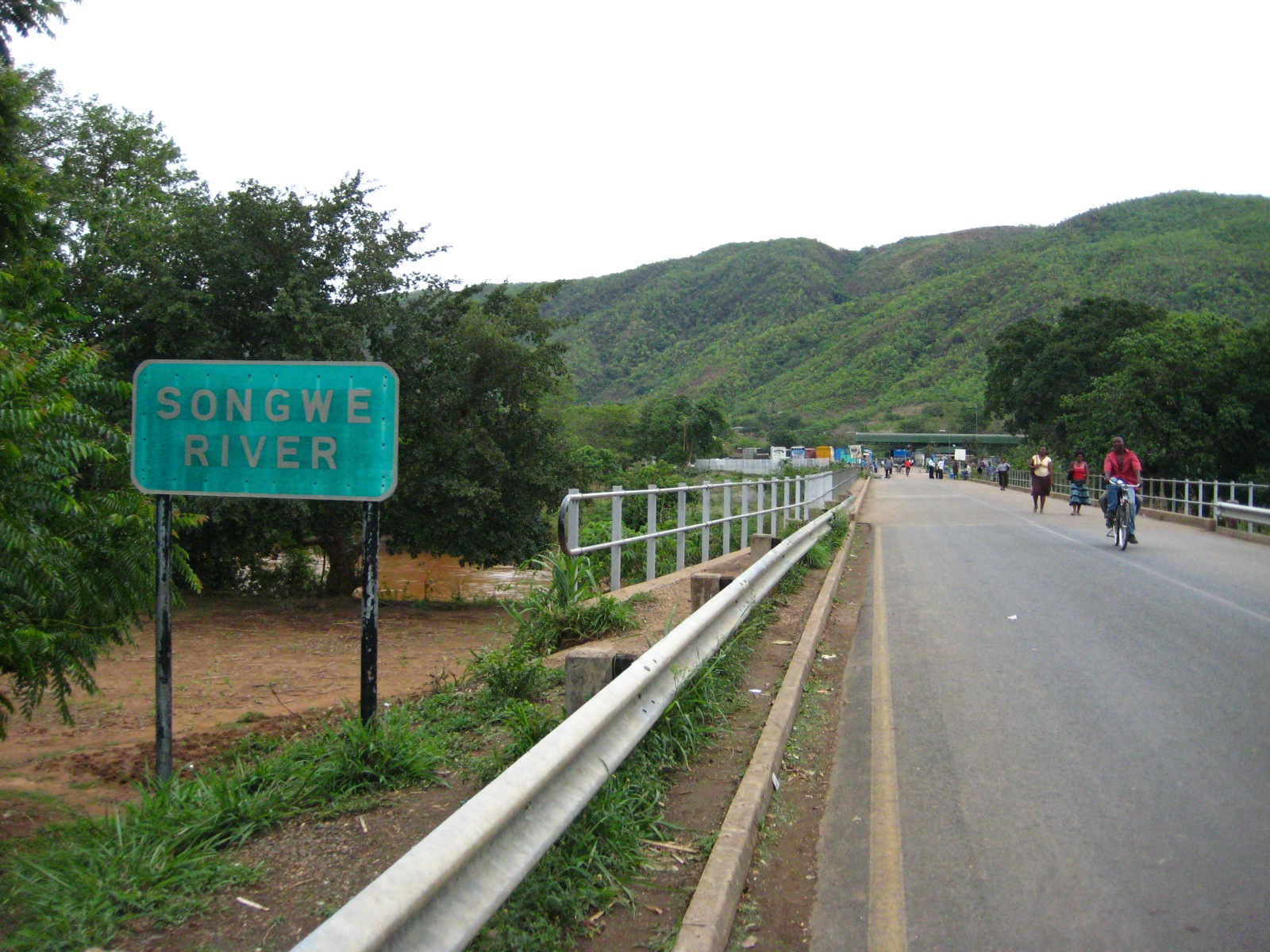
Songwebron

År 2010 började ett projekt för att utveckla flodområdet på ömse sidor om gränsen mellan Tanzania och Malawi. Ett av problemen var att fastställa gränsen mellan länderna, eftersom floden meandrar i det låglänta området. Regeringarna i Tanzania och Malawi vände sig till institutet African Water Facility som finansierade ett projekt som hade fyra teman:

- Mat- och vattensäkerhet.
- Utvinning av termisk energi.
- Socioekonomisk utveckling.
- Skydd av ekologiskt känsliga områden.

Syftet är att ta fram en design ett effektivt samarbete för att implementera dessa teman.